# Lucas Prisor

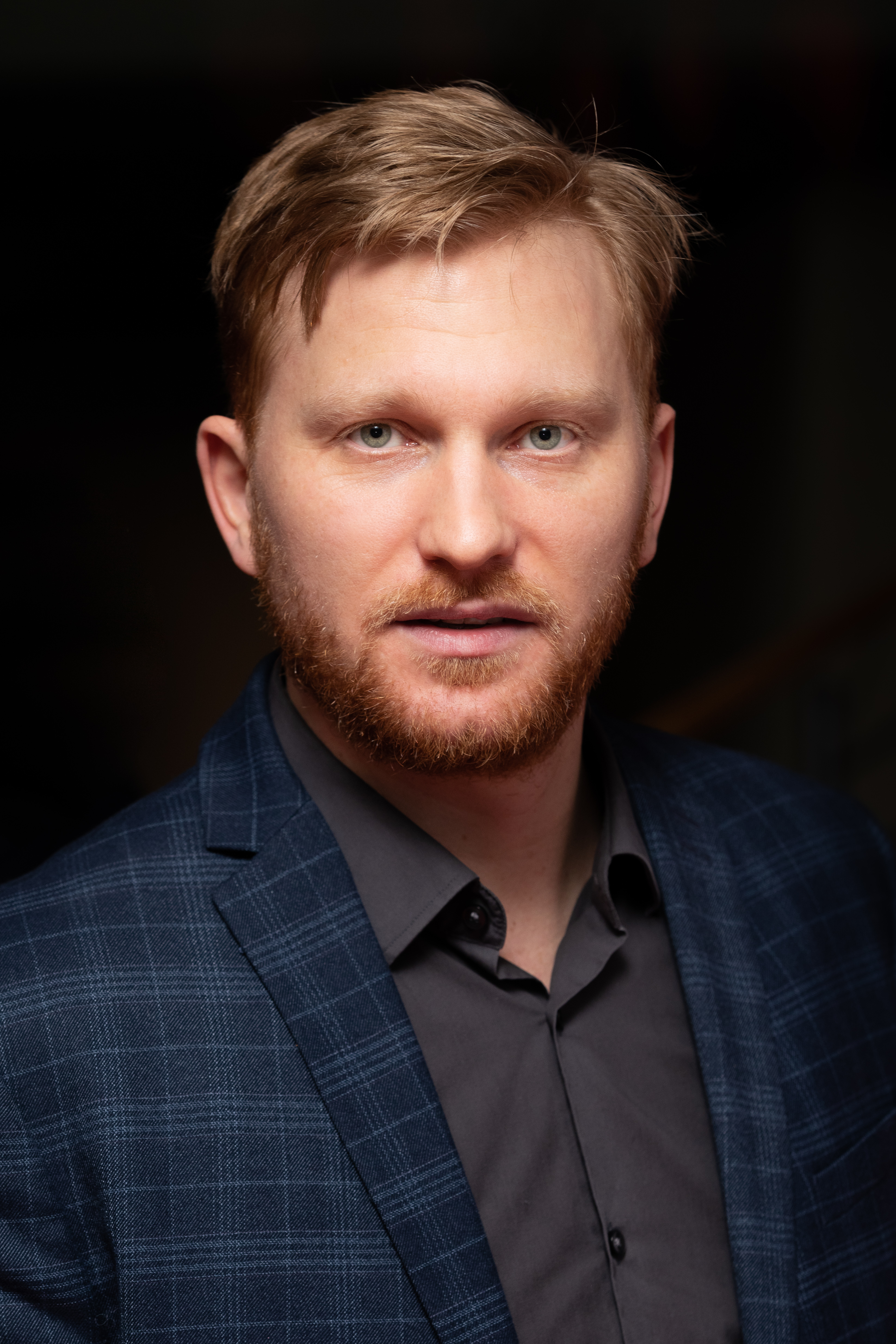
Lucas Prisor, 2020

Lucas Prisor (* 23. September 1983 in Hannover) ist ein deutscher Schauspieler.

## Leben

### Kindheit und Jugend
Lucas Prisor wuchs in Hannover auf und absolvierte dort sein Abitur. Während seiner Schulzeit verbrachte er ein Jahr an einer amerikanischen High School im Bundesstaat New York. In seiner Kindheit und Jugend wirkte Lucas Prisor beim Straßen- und Schultheater sowie bei interkulturellen Theaterprojekten zwischen Deutschland und Marokko mit. 2005 bekam er seine erste kleine Gastrolle am Jungen Theater Göttingen in dem Stück Wie es euch gefällt.

### Studium und Theater
Sein Schauspielstudium absolvierte er von 2006 bis 2010 an der Hochschule für Musik und Theater Felix Mendelssohn Bartholdy in Leipzig. Während dieser Zeit wirkte er im Centraltheater Leipzig unter der Leitung von Sebastian Hartmann mit.
2009 holte ihn Martin Wuttke für seine Inszenierung von Das abenteuerliche Herz: Droge und Rausch an das Berliner Ensemble. Von 2009 bis 2011 war Lucas Prisor hier festes Ensemblemitglied unter der Leitung von Claus Peymann. Es folgten erste Hauptrollen (Leonardo in Goldonis Trilogie der schönen Ferienzeit, Tempelherr in Nathan der Weise) sowie Arbeiten mit Peter Stein (Ödipus auf Kolonos, an der Seite von Klaus Maria Brandauer, in Koproduktion mit den Salzburger Festspielen), Robert Wilson, Thomas Langhoff und Manfred Karge.
Im November 2011 bekam er eine weitere Hauptrolle in der Uraufführung Die Sonne (Volksbühne am Rosa-Luxemburg-Platz), geschrieben und inszeniert von dem französischen Regisseur Olivier Py. Die Produktion gastierte im März 2012 mit großem Erfolg in Paris am Odéon Théâtre de l’Europe.
2016 und 2019 gastierte Prisor mit einer Sprechrolle als Ritter an der Opéra de Paris in Aribert Reimanns Oper Lear (Regie führte Calixto Bieito, Dirigent war Fabio Luisi).

### Fernseharbeiten
Ab 2010 erfolgten auch Arbeiten für Film und Fernsehen, u. a. im Tatort Leipzig und SOKO Stuttgart, sowie 2013 in dem ZDF-Zweiteiler Die Pilgerin (Regie: Philipp Kadelbach) an der Seite von Josefine Preuß, Jacob Matschenz und Volker Bruch. Seine erste TV-Hauptrolle hatte er 2013 im Sat.1-Spielfilm Mein Lover, sein Vater und ich! (Regie: Holger Haase).
Im Sommer 2014 drehte Prisor in Norwegen für Liebe am Fjord (Unterm Eis, Regie: Jörg Grünler) neben u. a. David Rott und Henry Hübchen sowie in Prag für den ARD-Zweiteiler Die Himmelsleiter unter der Regie von Carlo Rola neben Axel Prahl und Christiane Paul. 2016 stand er zwei Mal gemeinsam mit Jytte-Merle Böhrnsen vor der Kamera. In Wolfsland: Tief im Wald als Polizist Patrick Frenzel und in der Neuverfilmung von Das singende, klingende Bäumchen aus der TV-Reihe Sechs auf einen Streich als schöner Prinz. 2017 war er neben Felicitas Woll im Thriller Das Nebelhaus als eiskalter Mörder Timo Stadtmüller zu sehen.
In dem 2018 ausgestrahlten Tatort: Zeit der Frösche war er als „Lover“ von Heike Makatsch zu sehen. Außerdem spielte er im Dokudrama 1918: Aufstand der Matrosen den Matrosen Karl Artelt, einen der Führer des Kieler Matrosenaufstands. Seine Spielpartnerin war Henriette Confurius, die Artelts fiktive Verlobte Helene spielte.
In der 2019 ausgestrahlten Serie Bonusfamilie, eine Adaption des schwedischen Erfolgsformates (Netflix), war er an der Seite von Inez Bjørg David in der Rolle des Lehrers Patrick zu sehen.
Es folgten Rollen in dem mit dem Grimme-Preis 2022 ausgezeichneten Polizeiruf 110: Sabine (2021), in der Komödie Familienerbe (2022) unter der Regie von Holger Haase sowie in der Drama-Serie Neuland (2022) von Regisseur Jens Wischnewski. In der TV-Krimireihe Kommissar Dupin (2023, Regie: Holger Haase) hatte Lucas Prisor eine Nebenrolle als Obstbauer Maxime Contel.

### Kino
Seine erste Kinorolle bekam er 2012 durch den französischen Filmregisseur François Ozon in dem Film Jung und Schön (Jeune et Jolie) u. a. an der Seite von Marine Vacth und Charlotte Rampling, der im Mai 2013 bei den Internationalen Filmfestspielen in Cannes für die Goldene Palme im Wettbewerb lief.
Im August 2013 schlossen sich Dreharbeiten zu dem Film Diplomatie (Regie: Volker Schlöndorff) in Paris an. Hier spielte er einen SS-Offizier, u. a. an der Seite von Niels Arestrup und Robert Stadlober (Beitrag der Internationalen Filmfestspiele Berlin 2014).
Im Frühjahr 2015 drehte Lucas Prisor unter dem niederländischen Regisseur Paul Verhoeven Elle, eine Verfilmung des Psychothrillers Oh… von Philippe Djian. Hier spielte er an der Seite von Isabelle Huppert und Christian Berkel. Der Film lief 2016 im Wettbewerb von Cannes, war u. a. für einen Oscar nominiert und gewann 2017 bei den Golden Globe Awards in der Kategorie Bester fremdsprachiger Film. Anschließend spielte Prisor in der französischen Kinoproduktion Ein Sack voll Murmeln nach dem Bestseller von Joseph Joffo (Regie: Christian Duguay) und wirkte im französischen Kinofilm Nos Patriotes (Regie: Gabriel Le Bomin) neben Alexandra Lamy mit.
Für seine Rolle in dem Kurzfilm Samira gewann Prisor 2017 den ZEUS-Award als „Best Actor“ beim „Independent Days“-Filmfestival in Karlsruhe.
2017 wurde in Italien der Kinofilm War Photographer (Regie: Bernd K. Wunder) mit Lucas Prisor als Kriegsfotograf Nathan in der Hauptrolle gedreht. Hier spielte er an der Seite von Vladimir Burlakov, Uwe Preuss, Katia Fellin und John Savage. Eine weitere französische Kinoarbeit folgte mit Julie Delpys Film My Zoe (2019), der unter anderem von Daniel Brühl produziert wurde.
Der Kinofilm Der Pfad (2022) von Tobias Wiemann, in dem Lucas Prisor neben Volker Bruch spielte und welcher in Spanien gedreht wurde, gewann den Deutschen Filmpreis in der Kategorie „Bester Kinderfilm“. 2025 spielte Lucas Prisor in dem Ensemblefilm In die Sonne schauen von Mascha Schilinski, der bei den Internationalen Filmfestspielen von Cannes 2025 seine Premiere hatte, mit.

### Privates
Prisor lebt und arbeitet seit 2009 in Berlin und in Frankreich.

## Filmografie (Auswahl)

### Kino
- 2013: Jung und Schön (Jeune et Jolie)
- 2013: Seul le feu, Regie: Christophe Pellet (Kurzfilm)
- 2014: Diplomatie
- 2014: Un Tour de Cheville, Regie: Guillaume Levil (Kurzfilm)
- 2015: Les Photographes, Regie: Aurélien Vernhes-Lermusiaux (Kurzfilm)
- 2016: Elle
- 2017: Ein Sack voll Murmeln (Un sac de billes)
- 2019: My Zoe, Regie: Julie Delpy
- 2020: Im Feuer
- 2020: The Man with the Camera, Regie: B.K. Wunder
- 2021: Suicide Club, Regie: Antoine Delelis (Kurzfilm)
- 2022: Der Pfad
- 2025: In die Sonne schauen

### Fernsehen
- 2012: SOKO Stuttgart (Fernsehserie, Folge Gerechtigkeit)
- 2012: Tatort: Todesbilder (Fernsehreihe)
- 2013: Mein Lover, sein Vater und ich!
- 2013: Un Village Français – Überleben unter deutscher Besatzung (Un village français, Fernsehserie, 4 Folgen)
- 2014: Die Pilgerin (Fernsehzweiteiler)
- 2015: Sibel & Max (Fernsehserie, Folge Positiv)
- 2015: SCHULD nach Ferdinand von Schirach (Fernsehserie, Folge Der Andere)
- 2015: Liebe am Fjord – Unterm Eis (Fernsehreihe)
- 2015: Block B – Unter Arrest (Fernsehserie, 5 Folgen)
- 2015: Letzte Spur Berlin (Fernsehserie, Folge Sprachlos)
- 2015: Tatort: Kälter als der Tod (Fernsehreihe)
- 2015: Tatort: Wer Wind erntet, sät Sturm! (Fernsehreihe)
- 2016: Kommissarin Heller: Hitzschlag (Fernsehreihe)
- 2016: Lotte Jäger und das tote Mädchen (Fernsehreihe)
- 2016: Der Chef ist tot, Regie: Markus Sehr
- 2016: Wolfsland: Tief im Wald (Fernsehreihe)
- 2016: Das singende, klingende Bäumchen
- 2017: Charité (Fernsehserie, 2 Folgen)
- 2017: Eine gute Mutter, Regie: Claudia Garde
- 2017: Die Chefin (Fernsehserie, Folge Paarungszeit)
- 2017: Das Nebelhaus
- 2018: Tatort: Zeit der Frösche
- 2019: Hackerville (Fernsehserie, Folge Wollen wir spielen?)
- 2019: Lautlose Tropfen, Regie: Holger Haase
- 2019: Bonusfamilie (Fernsehserie, 6 Folgen)
- 2021: Meine Mutter im siebten Himmel (Fernsehreihe)
- 2021: Meine Mutter und plötzlich auch mein Vater (Fernsehreihe)
- 2021: Polizeiruf 110: Sabine (Fernsehreihe)
- 2022: Familienerbe, Regie: Holger Haase
- 2022: Meine Mutter gibt es doppelt (Fernsehreihe)
- 2022: Neuland (Mini-Serie, 6 Folgen)
- 2023: Dünentod – Ein Nordsee-Krimi: Das Grab am Strand (Fernsehreihe)
- 2023: Kommissar Dupin: Bretonische Nächte (Fernsehreihe)
- 2025: SOKO Wismar (Fernsehserie, Folge Der Garten des Herrn Havel)

## Theater (Auswahl)
- 2005: Wie es Euch gefällt, Regie: Agnes Giese (Junges Theater Göttingen)
- 2006: Les Bleus et les Jaunes, Regie: Birgit Klosterkötter-Prisor (Internationales Theaterfestival Casablanca)
- 2009: Ego-Shooter: Generation Peer!, Regie: Martina Eitner-Acheampong (Centraltheater Leipzig)
- 2009: Das Abenteuerliche Herz: Droge und Rausch, Regie: Martin Wuttke (Berliner Ensemble)
- 2009: Trilogie der schönen Ferienzeit, Regie: Claus Peymann (Berliner Ensemble)
- 2009: Leonce und Lena, Regie: Robert Wilson (Berliner Ensemble)
- 2009: Frühlings Erwachen, Regie: Claus Peymann (Berliner Ensemble)
- 2009–2014: Nathan der Weise[11], Regie: Claus Peymann (Berliner Ensemble)
- 2010: Ödipus auf Kolonos, Regie: Peter Stein (Berliner Ensemble in Koproduktion mit den Salzburger Festspielen)
- 2010: Der kaukasische Kreidekreis, Regie: Manfred Karge (Berliner Ensemble)
- 2011: Endstation Sehnsucht, Regie: Thomas Langhoff (Berliner Ensemble)
- 2011: Die Sonne, Regie: Olivier Py (Volksbühne am Rosa-Luxemburg Platz Berlin)
- 2016: Lear, Regie: Calixto Bieito (Opéra de Paris)
- 2019: Lear, Regie: Calixto Bieito (Opéra de Paris) (Wiederaufnahme)

## Auszeichnungen / Nominierungen
- 2009: Vontobel- & Ensemblepreis für das Theaterstück Ego-Shooter: Generation Peer[12]
- 2017: ZEUS Award (Best Actor) beim Independent Days Filmfest für den Kurzfilm Samira[13]